# مستشفى الحبيب ثامر
مستشفى الحبيب ثامر هو مستشفى جامعي يقع بمونفلوري بمدينة تونس. كان يسمى بمستشفى الإيطاليين في
عهد الاستعمار الفرنسي. وفيه توفي الشاعر أبو القاسم الشابي سنة 1934.